# Marjan Olyslager
Marjan Olyslager (* 8. März 1962 in Den Haag) ist eine ehemalige niederländische Hürdenläuferin, die sich auf den 100-Meter-Hürdenlauf spezialisiert hat. Sie war eine Zeit lang Inhaberin des Landesrekordes über 100 m Hürden und feierte 1988 mit dem Vizehalleneuropameistertitel in Budapest ihren größten sportlichen Erfolg.

## Sportliche Laufbahn
Erste internationale Erfahrungen sammelte Marjan Olyslager im Jahr 1979, als sie bei den Junioreneuropameisterschaften in Bydgoszcz mit 24,66 s im Halbfinale im 200-Meter-Lauf ausschied und über 100 m Hürden mit 14,03 s nicht über den Vorlauf hinauskam. 1983 schied sie bei den erstmals ausgetragenen Weltmeisterschaften in Helsinki mit 13,30 s im Viertelfinale aus und im Jahr darauf belegte sie bei den Halleneuropameisterschaften in Göteborg in 8,21 s den sechsten Platz im 60-Meter-Hürdenlauf und schied über die Flachdistanz mit 7,70 s im Vorlauf aus. 1985 gelangte sie bei der Sommer-Universiade in Kōbe mit 13,34 s auf den sechsten Platz über 100 m Hürden und im Jahr darauf kam sie bei den Europameisterschaften in Stuttgart im Halbfinale nicht ins Ziel und belegte mit der niederländischen 4-mal-100-Meter-Staffel in 44,38 s den siebten Platz. 1987 belegte sie bei den Halleneuropameisterschaften in Liévin in 8,09 s den sechsten Platz über 60 m Hürden und kurz darauf wurde sie bei den Hallenweltmeisterschaften in Indianapolis in 8,12 s Fünfte. Im Jahr darauf gewann sie bei den Halleneuropameisterschaften in Budapest in 7,92 s die Silbermedaille hinter der Ostdeutschen Cornelia Oschkenat. Im September schied sie bei den Olympischen Sommerspielen in Seoul mit 13,08 s im Semifinale über 100 m Hürden aus und schied mit der Staffel mit 43,38 s ebenfalls im Halbfinale aus. 1989 belegte sie bei den Halleneuropameisterschaften in Den Haag in 8,01 s den vierten Platz über 60 m Hürden und kurz darauf gelangte sie bei den Hallenweltmeisterschaften in Budapest mit 7,95 s auf den sechsten Platz. Im selben Jahr beendete sie dann ihre aktive sportliche Karriere im Alter von 27 Jahren.
In den Jahren von 1981 bis 1983 sowie 1985, 1987 und 1989 wurde Olyslager niederländische Meisterin im 100-Meter-Hürdenlauf sowie von 1982 bis 1984 und von 1987 bis 1989 Hallenmeisterin über 60 m Hürden.

## Persönliche Bestzeiten
- 100 m Hürden: 12,77 s (+0,6 m/s), 25. Juni 1989 in Villeneuve d'Ascq
  - 50 m Hürden (Halle): 6,91 s, 25. Januar 1987 in Zwolle (niederländischer Rekord)
  - 60 m Hürden (Halle): 7,89 s, 5. März 1989 in Budapest